# Auzeodes perculta
Auzeodes perculta là một loài bướm đêm trong họ Geometridae.